# 崇敬

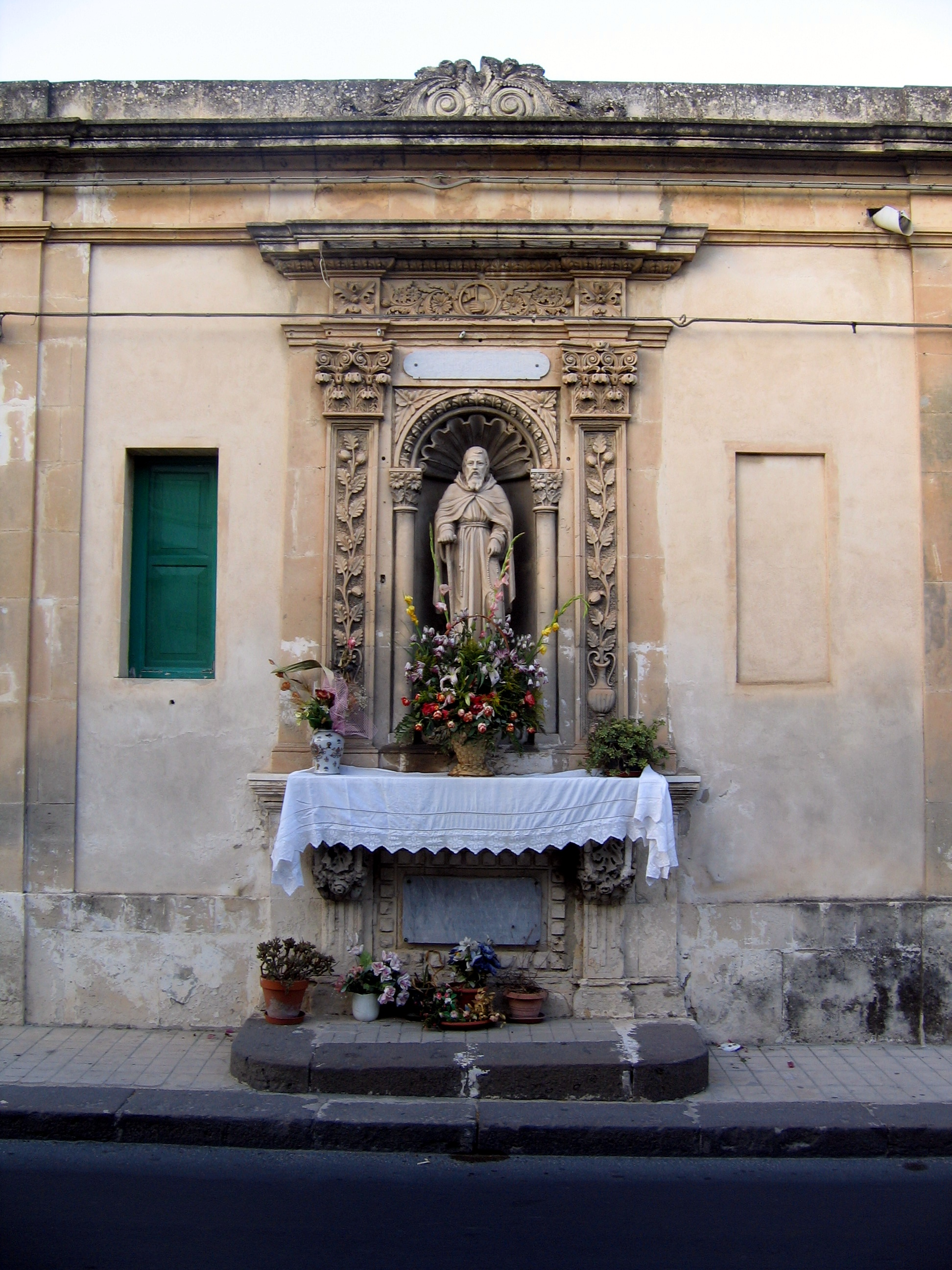
聖コンラド（ピアチェンツァ）修道者への崇敬

崇敬（すうけい、英語: veneration）とは、一般的に「崇め敬うこと」を意味する。ユダヤ教、ヒンズー教、イスラム教、仏教など、すべての主要宗教の各教派の信者によって、正式または非公式に、聖人の崇敬が実践されている。
キリスト教では、崇敬は正教会、カトリック教会、東方典礼カトリック教会などの教派によって実践されている。カトリック教会においては、本来の信仰対象である三位一体の神、すなわち「父なる神」と「御子イエス・キリスト」と「聖霊」に対する崇拝と区別して、人間である聖母マリアや聖人たちに使用する用語・概念である。

## 概要
崇敬（ラテン語：veneratio または dulia, ギリシャ語：δουλεία, douleia）、または聖人の崇敬は、聖職者、神聖性または聖性の高いものであると認められている人を敬う行為である。天使は多くの宗教で同様の崇敬をされている。哲学的には、「崇敬する」とはラテン語の動詞venerareに由来し、尊敬と敬意を払うことを意味する。ユダヤ教、ヒンズー教、イスラム教、仏教など、すべての主要宗教の各教派の信者によって、正式または非公式に、聖人の崇敬が実践されている。
キリスト教では、崇敬は正教会、カトリック教会、東方典礼カトリック教会などの教派によって実践されている。これらの教会には様々な種類の列聖や栄誉の手続きがある。カトリック教会と正教会では、敬意を表するためにお辞儀をすること、または、聖人のイコン、聖遺物、または像の前での十字架の印をすること、または、聖人に関連する場所への巡礼に行くことで崇敬を表している。一般的に、崇敬はプロテスタントによって実践されていないが、一部の教派はこれらの実践を異端と考えている。
ヒンドゥー教は、生きている者と死んだ人の両方の神聖さとグルに向けて表現された、聖人の崇敬の長い伝統がある。仏教の枝には聖人の正式な礼拝、聖人の宗教的な程度を分類する大乗仏教がある。
イスラム教では、伝統的なスンナ派（スンナ派のスーフィズムなど）やシーア派の支持者や、トルコ、エジプト、南アジア、東南アジアなど、多くの地域で聖人の崇敬が実践されている。ワッハーブ派などの他の宗派は崇敬の実践を嫌う。
ユダヤ教では、聖人の古典的または正式な認知はないが、聖書の英雄や殉教者が崇敬された長い歴史がある。例えば、モロッコのユダヤ教の中のある地域では、聖人の崇敬の伝統が長く普及している。

## 仏教
仏教の主要な宗派の両方である上座部仏教と大乗仏教は、阿羅漢として高度な悟りを達成した人たちを認識している。大乗仏教は、普通の人々が悟りの道を歩むのを助ける聖人の力に特に重点を置いている。悟りに達し、他人を助けるために自分の完全な悟りを遅らせた人は、菩薩と呼ばれる。大乗仏教には聖人を崇敬するための典礼的な儀式があり、非常に特定のレベルの聖人もいる。チベット仏教は、ダライ・ラマのような特に聖なるラマを聖人として崇敬する。

## キリスト教
聖なるものと見なされた者に対する崇敬は、初期のキリスト教において始まり、殉教はまず特別な敬意を授けられた。ローマの聖人を正式に教会で記念するのは、早くも3世紀から始まった。時間の経過とともに、キリストの貞潔と清貧を正確に模倣し、キリスト教的徳を実践した生活を送ったキリスト教徒にも敬意が与えられ始めた。様々な宗派は崇敬をし、正式な列聖や栄誉の手続きを執るなどのいくつかの方法で聖人を決定する。それは聖人になるための第一歩でもある。

### カトリック教会と正教会
カトリック教会と正教会の神学では、崇敬は神のみに対する礼拝とは異なる敬意の一種である。フランシスカン大学のマーク・ミラベルによると、英語の「礼拝」という言葉は、崇敬と崇敬と崇拝の両方に関連しているという。
聖トマス・アクィナスが説明したように、古典神学では崇拝と呼ばれる礼拝は、神のみに正しく捧げられるものである。崇拝は、創造主である神のみに値するものである。神への礼拝の形態を指すことのない「崇拝」という言葉が英語で広く使われているが、(例えば、夫が「彼の妻を愛している」と言った時)一般的には、崇拝は礼拝のための最高の英語表記であることを指す。
古典神学での崇敬は、神聖で尊厳のある人のキリスト教的徳に対し適切に敬意と畏敬の念を表している。神聖な存在によって示されたキリスト教的徳は、同様に認定と栄誉に値する。学校での優秀な学術賞の受賞や、スポーツでの卓越したオリンピックメダルの授与などの表彰に崇敬の一般的な例が見られる。神聖で尊厳のある人がキリスト教的徳の功績に基づいて価値があるという適切な栄誉と認定を人々が提供する時、神のみに対する崇拝に反することではない。
崇拝と崇敬の種別に関連して「礼拝」という言葉の使用について、さらに明確にする必要がある。歴史的に、神学校は崇拝と崇敬の両方を含む一般的な用語として「礼拝」という言葉を使用し、「崇拝の礼拝」と「崇敬の礼拝」とを区別した。「礼拝」という言葉は（伝統的な用語「カルト」が伝統的に使われているのと同様に）賛美と同義ではないが、崇拝または崇敬のいずれかに取り入れるために使用することができた。したがって、カトリックの情報源では、崇拝という言葉を使わず、聖母マリアと聖人への崇敬という言葉を使用する。
教会の神学者は、神のみに対する礼拝のために礼拝という言葉を、天使、聖人、遺物とアイコンに与えられた崇敬のために崇敬という言葉を、長い間採用してきた。カトリックと正教会の神学には、伝統的にイエスの母であるマリアに特別に捧げられるヒペルドゥリア(特別崇敬)という言葉が含まれている。この区別は、偶像破壊、イコンとその崇敬、偶像破壊の論争の中心である教義を禁じることは、イエスの顕現の否定につながる異端であるという第2ニカイア公会議（787年）の結論でも指摘されている。
今、カトリック教会の伝統は、この任務に専念している教皇庁立のマリアヌム神学院でのマリア論の分野を通じ、マリア崇敬のための確立された哲学を備えている。

### プロテスタント
プロテスタント教会では、崇敬は時折、偶像崇拝の異端に相当すると考えられ、列聖に関連する実践は神格化の異端に相当すると考えられている。プロテスタントの神学は、通常、崇敬と崇拝との間ではいかなる区別もできないと主張し、崇敬の実践がキリスト教の魂を真の目的である神の崇拝からそらすことを主張している。キリスト教神学者であるジャン・カルヴァンはキリスト教綱要で、「崇敬と崇拝と呼ばれるものの区別は、神の栄光を、明らかに罰せられていない天使や死者に授けることを許すという目的のために考え出された」と記している。

## ヒンドゥー教
ヒンドゥー教は、人類と一部のヒンズー教の神々の神聖との間に様々な定義の、長年にわたる聖人に対する敬意の伝統を持っている。バクティ運動は、解放の道を示すモデルとして、聖人とグルの崇敬を普及させるのに役立っている。

## イスラム教
イスラム教は、聖人崇敬の豊かな歴史を持っている（多くの場合、「神の友」を意味する）、サラフィー主義の様々な流れの影響により、20世紀にイスラム世界のいくつかの地域で衰退した。スンナ派では、聖人崇敬は早い時期から非常に一般的な宗教的祭典となり、聖人たちは8世紀に「神によって選ばれた奇跡を起こす特別な人々」のグループとして定義されるようになった。古典的なスンナ派の学者たちは、これらの人々を「神に愛され、神に対する愛の緊密な関係を築き上げた」尊敬する人々として認識し、敬意を表するようになった。聖人たちの奇跡を信じる（カラマット・アル・アウリヤ）...スンナ派では古典時代の要件となっていたが、イブン・タイミーヤのような中世の批評家でさえも、「聖人の奇跡は絶対に真実であり、すべてのイスラム教徒の学者によって認められている。クルアーンはさまざまな場所でそれを指摘しており、預言者の言葉はそれを述べており、聖人の奇跡的な力を否定する者は革新者であるか革新者に従う者である」と重要な巡礼の普遍的な実践を強調している。スンナ派の古典的なマズハブの一つであるスンナ派の秘伝であったスーフィズムによって、大多数の聖人は古典的なスンナ派の世界で崇敬されている。
聖人崇敬は、20世紀にサラフィー主義によって反対される前に、最終的には何千年もの間、最も広範なスンナ派の慣行の一つとなった。その様々な流れは、それを「イスラムとイスラムの両方ではなく...イスラム教の不可欠な部分であった。宗教改革に類似した方法で、サラフィー主義がスンナ派とシーア派の両方の状況で縮小しようとしてきた特定の伝統的な慣行には、聖人を崇敬し、墓地巡礼、聖人の仲介を求め、聖遺物を敬うものが含まれる。クリストファー・テイラーは「イスラム教徒の歴史を通じて、イスラム教徒の信仰の重要な側面は、イスラム教の聖職者の崇敬であった...イスラム教の伝統そのものの中のある種の思想、特に19世紀と20世紀、何世紀にもわたり、イスラム教徒はイスラム教の聖人の存在を認めていることに抵抗するか、あるいは彼らの存在と崇敬を容認できない偏差と見なしている」と述べている。

## ユダヤ教
正統派で組織化されたユダヤ教は聖人崇敬を主張するものではないが、神聖なユダヤ人指導者の墓地への敬意と巡礼は伝統の古代の一部である。
今日、ユダヤ人にとっては多くの正義のユダヤ人指導者の墓地を訪れるのが一般的である。その伝統は、特にアシュケナージ・ユダヤ人で強く、モロッコのユダヤ人とセファルディ族のユダヤ人の間でも同様である。イスラエルでは、多くの聖なるユダヤ人の指導者が埋葬されていることが特に当てはまる。ヘブロンのマクペラの洞穴、ベツレヘムのレイチェルの墓、ティベリウスのマイモニデスの墓はイスラエルの大規模な巡礼を引きつける埋葬地の例である。アメリカでは、そのような唯一の例はクイーンズの墓地のオヘルで、義父と一緒に葬られたラビ・メナケム・メンデル・シュナイソンの墓地である。シュナイソンは一生涯の間、彼の義父の墓地（オヘル）を頻繁に訪問し、手紙や祈りを読んでそれらを墓の上に置いていた。今日、シュナイソンの墓地を訪れる人は、正統派、改革、保守的な背景をもつユダヤ人、非ユダヤ人が含まれる。訪問者は、一般的に、詩篇の祈りを暗唱し、紙の断片に書かれた嘆きの祈りを墓に残していく。